# Известия Общества любителей естествознания
«Известия Общества любителей естествознания» — сборник, выходивший в Москве с 1866 по 1916 год.

## История
Известия Общества любителей естествознания, состоящего при императорском Московском университете — сборник трудов Общества любителей естествознания, антропологии и этнографии, выходивший в Москве с 1866 по 1916 год, нерегулярно, выпусками и томами. Всего было выпущено 130 томов.
С 1868 года выходили под названием «Известия императорского Общества любителей естествознания, антропологии и этнографии».
Редактировали сборник А. П. Федченко и Д. П. Сонцов (т. 1, 1865), Н. К. Зенкер (т. 3, вып. 1, 1866), Н. А. Попов (т. 3, вып. 1, 1874) и другие.
Публиковались протоколы заседаний общества и труды его членов, касавшиеся вопросов этнографии, антропологии, географии, геологии и биологии, а также специальная библиография.
Научные труды членов общества распределялись по отделам: труды антропологического отдела, труды зоологического отделения, труды этнографического отдела, труды отделения физических наук и т. д.
В «Известиях» участвовали: И. Д. Беляев, А. П. Богданов, В. А. Дашков, В. Ф. Ошанин, Н. А. Попов, Н. А. Северцев, Д. П. Сонцов, Г. Е. Шуровский, А. Д. Элькинд и другие авторы.